# Georges Tychon
Georges Tychon (Heerlen, 16 oktober 1980) is een Nederlands voormalig voetballer.

## Carrière
Tychon stroomde in 1998 vanuit de jeugdopleiding van Fortuna Sittard door naar het eerste elftal. Daar liet trainer Bert van Marwijk hem op 17 maart 1999 in de eredivisie debuteren tijdens een 3-2 gewonnen thuiswedstrijd tegen FC Utrecht. In 2001 liep de rechtshalf, die ook als aanvaller inzetbaar was, een zware knieblessure op die hem lange tijd aan de kant hield. In het seizoen 2002/03 was Tychon eindelijk weer fit en speelde hij ook alle wedstrijden mee. In 2004 werd zijn aflopende contract niet verlengd en Tychon verkaste naar FC Eindhoven waar hij nog een jaar speelde alvorens hij het betaald voetbal de rug toekeerde en bij amateurclub GSV '28 aansloot.

## Clubstatistieken
| Seizoen         | Club            | Competitie      | Competitie | Competitie | Beker | Beker | Playoff | Playoff | Totaal | Totaal |
| Seizoen         | Club            | Competitie      | Wed.       | Dlp.       | Wed.  | Dlp.  | Wed.    | Dlp.    | Wed.   | Dlp.   |
| --------------- | --------------- | --------------- | ---------- | ---------- | ----- | ----- | ------- | ------- | ------ | ------ |
| 1998/99         | Fortuna Sittard | Eredivisie      | 6          | 0          | 0     | 0     | –       | –       | 6      | 0      |
| 1999/00         | Fortuna Sittard | Eredivisie      | 8          | 0          | 3     | 0     | –       | –       | 11     | 0      |
| 2000/01         | Fortuna Sittard | Eredivisie      | 0          | 0          | 0     | 0     | –       | –       | 0      | 0      |
| 2001/02         | Fortuna Sittard | Eredivisie      | 0          | 0          | 0     | 0     | –       | –       | 0      | 0      |
| 2002/03         | Fortuna Sittard | Eerste divisie  | 34         | 4          | 3     | 0     | –       | –       | 37     | 4      |
| 2003/04         | Fortuna Sittard | Eerste divisie  | 31         | 3          | 2     | 0     | –       | –       | 33     | 3      |
| 2004/05         | FC Eindhoven    | Eerste divisie  | 3          | 0          | 1     | 2     | –       | –       | 4      | 2      |
| Carrière totaal | Carrière totaal | Carrière totaal | 82         | 7          | 9     | 2     | 0       | 0       | 89     | 9      |